# Пайенчненски окръг
 Пайенчненски окръг (на полски: Powiat pajęczański) е окръг в Централна Полша, Лодзко войводство. Заема площ от 803,82 км2. Административен център е град Пайенчно.

## География
Окръгът обхваща земи от историческите области Малополша и Велюнска земя. Разположен е в южната част на войводството.

## Население
Населението на окръга възлиза на 52 877 души (2012 г.). Гъстотата е 66 души/км2.

## Административно деление
Административно окръгът е разделен на 8 общини.
Градско-селски общини:
- Община Джялошин
- Община Пайенчно

Селски общини:
- Община Велке Стшелце
- Община Жоншня
- Община Келчиглов
- Община Нова Бжежница
- Община Сулмежице
- Община Шемковице

## Фотогалерия
- Джялошин
- Пайенчно